# Vlietbos
Het Vlietbos is een Belgisch natuurgebied dat zich bevindt op de grens van Zwijndrecht en het Antwerpse stadsdeel Linkeroever.
Het gebied van 60 ha ontstond op opgespoten terrein. Het westelijk deel werd beplant met populieren en het oostelijk deel toonde spontane opslag. In 1980 werd het gebied beschermd als landschap. Het bos kent een grote vogelrijkdom.
Het Vlietbos is vrij toegankelijk.